# Honda Civic IMA
La IMA è una versione ibrida della Honda Civic chiamata anche Civic Hybrid, presentata per la prima volta nel 2003 e presente nel catalogo delle versioni delle ultime due generazioni di Civic.

## Honda Civic IMA
Basata sulla carrozzeria berlina a tre volumi riservata altrimenti ai soli mercati giapponese e statunitense, viene commercializzata in Europa una versione ibrida (in parallelo) della Civic VII. Il motore elettrico è chiamato a compiere operazioni minime: aiuta il motore termico nelle fasi di accelerazione e permette di effettuare il recupero di energia in decelerazione e frenata. Non è capace di muoversi con il solo elettrico, vista la potenza minima del motore elettrico capace di soli 8 cv. È abbinata ad un cambio manuale che costringe il guidatore a mettere in folle e a lasciare il pedale della frizione per permettere al motore a benzina di spegnersi in caso di arresto del veicolo al semaforo e nel traffico.

## Honda Civic Hybrid
| Modello      | Motore  | Cilindrata | Potenza ICE              | Potenza elettrico | 0–100 km/h, s | Velocità max (Km/h) | Consumo medio (Km/l) |
| ------------ | ------- | ---------- | ------------------------ | ----------------- | ------------- | ------------------- | -------------------- |
| Civic hybrid | 4l cil. | 1.339 cm³  | 70 kW (95 CV) @6.000 RPM | 15 kW (20 CV)     | 12,1          | 185                 | 21,7                 |

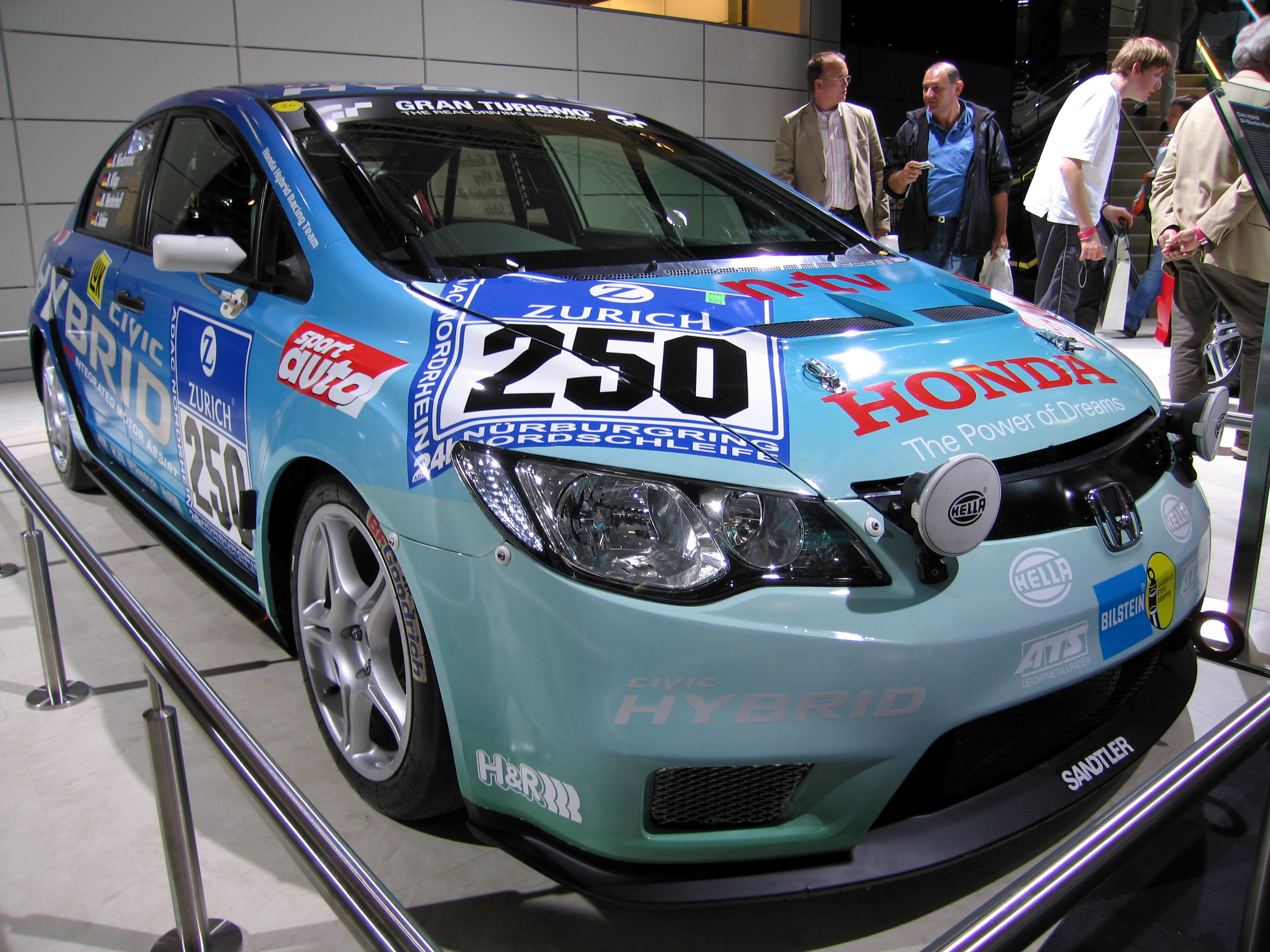
Civic Hybrid 24h Nurburgring

La Civic di VIII generazione viene proposta in una rinnovata versione ibrida IMA, andando così a confermare quello che era stato il primo modello apparso nel 2003. Come nel precedente caso, anche stavolta Honda decide di commercializzare l'auto non con la veste europea da hatchback, ma di proporre questa sua innovativa motorizzazione con la carrozzeria sedan dedicata originariamente al mercato Giapponese.
La Civic Hybrid (questo il nome commerciale) rappresenta un ibrido in parallelo puro, dove il motore elettrico entra in soccorso al motore a combustione interna soltanto nelle fasi in cui quest'ultimo è caratterizzato da un basso rendimento (in particolare in fase di accelerazione). Il motore elettrico permette delle funzioni aggiuntive tra cui il recupero di energia in frenata, lo spegnimento del motore in caso di macchina ferma e il moto della macchina in modalità unicamente elettrica in caso di velocità costante (inizialmente fino a velocità di 49 km/h, attualmente fino a 46 km/h). Inoltre, il motore elettrico è utilizzato per l'accensione del motore tradizionale, non rendendo necessario il motorino di avviamento; la vettura dispone di una batteria a 12V di potenza particolarmente ridotta (soli 28 o 35 Ah), utilizzata per i servizi.
Nel 2007 la Honda Civic Hybrid ha preso parte alla 24 ore del Nurburgring, inserendosi nella categoria S1, ovvero la categoria riservata essenzialmente ai diesel e agli ibridi con cilindrata non oltre i due litri. La macchina, guidata da Niedzwiedz Klaus, Klipp Henning, Schön Christian e Westerhoff Martin, si è piazzata 108ª in classifica generale e sesta in categoria, ad un passo dal podio.